# 羅馬諾沃-胡季爾

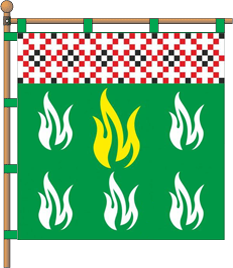
羅馬諾沃-胡季爾的旗帜

49°10′6″N 29°10′56″E / 49.16833°N 29.18222°E
羅馬諾沃-胡季爾（烏克蘭語：Романово-Хутір），是烏克蘭西南部的村莊，隸屬文尼察州的文尼察區。該村始建於1957年，面積1.88平方公里，海拔高度251米，2001年人口383。